# WASP-57
WASP-57とは、地球から約1310光年離れた位置にあるG型主系列星である。WASP-57は重元素が枯渇しており、鉄の量は太陽の55%である。年齢は9億5700万±5億1800万年で、太陽よりはるかに若い恒星である。
2015年の調査では、WASP-57の伴星は検出されなかった。
| 太陽 | WASP-57   |
| ---- | --------- |
| 太陽 | Exoplanet |

## 惑星系
2012年、WASP-57の周囲を接近した円軌道で公転するホット・ジュピターであるWASP-57bが検出された。
WASP-57bの平衡温度は1338±29 Kである。
| 名称 （恒星に近い順） | 質量                  | 軌道長半径 （天文単位）  | 公転周期 (日)         | 軌道離心率 | 軌道傾斜角  | 半径           |
| --------------------- | --------------------- | ------------------------ | --------------------- | ---------- | ----------- | -------------- |
| b                     | 0.643+0.056 −0.054 MJ | 0.03772+0.00083 −0.00089 | 2.83891856±0.00000081 | <0.059     | 86.05±0.20° | 1.050±0.052 RJ |